# Готлоб
Готлоб (рум. Gottlob) је село и једино насеље истоимене општине Готлоб, која припада округу Тимиш у Републици Румунији.

## Историја
По "Румунској енциклопедији" место је основано 1772. године. Ту су одмах изграђене 203 куће за немачке насељенике. Село је два века било немачког етничког карактера.
Аустријски царски ревизор Ерлер је 1774. године констатовао да место припада Тамишком округу, Чанадског дистрикта. Ту је римокатоличка црква а становништво је било немачко.

## Положај насеља
Село Готлоб се налази у источном, румунском Банату, на 20 километара удаљености од Србије. Од Темишвара село је удаљено око 55 км. Сеоски атар је у равничарском делу Баната.

## Становништво
По последњем попису из 2002. село Готлоб имало је 1.941 ст., од чега Румуни чине 80%. До пре 50ак година село је било претежно насељено Немцима, који данас чине мање од 10% сеоског становништва. Последњих деценија број становништва опада.